# Centurions de Nîmes
 (mars 2019).
Stade
Maillots
Champion :
Division 2 : 2009, 2013
Division 3 : 200500000
Les Centurions de Nîmes sont un club français de football américain basé à Nîmes dans le département du Gard.

## Le club
Le club comprend aujourd'hui :
- une équipe senior évoluant en D2 ;
- une équipe U20 évoluant dans le championnat de France ;
- une équipe U17 évoluant dans le championnat territorial;
- une équipe U14 évoluant dans le championnat territorial;
- une équipe U12 évoluant dans le championnat territorial;
- une équipe U10 évoluant dans le championnat territorial;
- une équipe U8 évoluant dans le championnat territorial;
- une équipe de Cheerleading;
- une équipe de flag (sport d'opposition sans contact dont les règles sont issues du football américain).

## Palmarès
| Compétitions nationales |
| --- |
| - Championnat de France de D2 - Champion (2) : 2009, 2013 - Championnat de France de D3 - Champion (1) : 2005, 2024 - Championnat de France de D4 - Champion (1) : 2018 |

## Saison par saison
| Saison | Division                                                        | Classement                                                      | Vic.                                                            | Nuls                                                            | Déf.                                                            | Pts +                                                           | Pts -                                                           | Playoffs                                                        | Barrages                                                        |
| ------ | --------------------------------------------------------------- | --------------------------------------------------------------- | --------------------------------------------------------------- | --------------------------------------------------------------- | --------------------------------------------------------------- | --------------------------------------------------------------- | --------------------------------------------------------------- | --------------------------------------------------------------- | --------------------------------------------------------------- |
| 2003   | D2                                                              | 2e poule B sud                                                  | 7(1)                                                            | 0                                                               | 1                                                               | 266                                                             | 068                                                             | Finaliste en conférence Sud                                     | -                                                               |
| 2004   | D3                                                              | 2e poule A sud                                                  | 7(1)                                                            | 0                                                               | 1                                                               | 342                                                             | 015                                                             | Demi-finaliste en conférence Sud                                | -                                                               |
| 2005   | D3                                                              | 1er poule B sud                                                 | 5                                                               | 0                                                               | 1                                                               | 204                                                             | 049                                                             | Demi-finaliste en conférence Sud                                | -                                                               |
| 2006   | D3                                                              | 1er poule D sud                                                 | 6                                                               | 0                                                               | 0                                                               | 312                                                             | 026                                                             | Champion                                                        | -                                                               |
| 2007   | D2                                                              | 3e poule D sud                                                  | 4                                                               | 1                                                               | 5                                                               | 146                                                             | 172                                                             | -                                                               | -                                                               |
| 2008   | D2                                                              | 1er poule sud                                                   | 8                                                               | 0                                                               | 2                                                               | 188                                                             | 099                                                             | Finaliste en conférence Sud                                     | -                                                               |
| 2009   | D2                                                              | 2e poule sud                                                    | 7                                                               | 0                                                               | 1                                                               | 101                                                             | 058                                                             | Finaliste en conférence Sud                                     | -                                                               |
| 2010   | D2                                                              | 1er poule sud                                                   | 9                                                               | 0                                                               | 1                                                               | 261                                                             | 098                                                             | Champion                                                        | -                                                               |
| 2011   | D1                                                              | 9e                                                              | 1                                                               | 0                                                               | 9                                                               | 039                                                             | 379                                                             | -                                                               | -                                                               |
| 2012   | D2                                                              | 4e poule A sud                                                  | 3                                                               | 0                                                               | 7                                                               | 101                                                             | 183                                                             | -                                                               | Maintien en D2, victoire                                        |
| 2013   | D2                                                              | 1er poule B sud                                                 | 7                                                               | 1                                                               | 2                                                               | 243                                                             | 159                                                             | Finaliste en conférence Sud                                     | -                                                               |
| 2014   | D2                                                              | 1er poule B sud                                                 | 9                                                               | 0                                                               | 1                                                               | 353                                                             | 099                                                             | Champion                                                        | Montée en D1, victoire                                          |
| 2015   | D1                                                              | 7e                                                              | 2                                                               | 0                                                               | 6                                                               | 143                                                             | 234                                                             | -                                                               | -                                                               |
| 2016   | D1                                                              | 8e                                                              | 1                                                               | 0                                                               | 9                                                               | 166                                                             | 295                                                             | -                                                               | -                                                               |
| 2017   | D2                                                              | 1er Poule Sud A                                                 | 7                                                               | 0                                                               | 3                                                               | 284                                                             | 104                                                             | Finaliste en conférence Sud                                     |                                                                 |
| 2018   | D2                                                              | 4e Poule Sud A                                                  | 0                                                               | 0                                                               | 9                                                               | 076                                                             | 389                                                             | -                                                               | -                                                               |
| 2019   | Régional                                                        | 1er Poule A Occitanie                                           | 5                                                               | 0                                                               | 1                                                               | -                                                               | -                                                               | Champion                                                        | -                                                               |
| 2020   | D3                                                              | 1er Poule Sud                                                   | 2                                                               | 0                                                               | 0                                                               | 060                                                             | 0                                                               | Arrêt du championnat (Covid-19)                                 | Arrêt du championnat (Covid-19)                                 |
| 2021   | Annulation du championnat à la suite de la pandémie de Covid-19 | Annulation du championnat à la suite de la pandémie de Covid-19 | Annulation du championnat à la suite de la pandémie de Covid-19 | Annulation du championnat à la suite de la pandémie de Covid-19 | Annulation du championnat à la suite de la pandémie de Covid-19 | Annulation du championnat à la suite de la pandémie de Covid-19 | Annulation du championnat à la suite de la pandémie de Covid-19 | Annulation du championnat à la suite de la pandémie de Covid-19 | Annulation du championnat à la suite de la pandémie de Covid-19 |
| 2022   | D3                                                              | 2e Poule 3 Conférence B                                         | 7                                                               | 0                                                               | 1                                                               | 179                                                             | 049                                                             | Finaliste de conférence                                         | -                                                               |
| 2023   | D3                                                              | 1er Poule 3 Conférence B                                        | 7                                                               | 0                                                               | 1                                                               | 229                                                             | 060                                                             | Demi-finaliste de conférence                                    | -                                                               |

- Champion ou vainqueur
- Vice-champion ou finaliste
- Promu
- Barrage de promotion
- Relégué
- Barrage de relégation

(1) Dont 2 victoires par forfait.
| Compétition   | Type           | Participations | M.J. | Vic. | Nuls | Déf. | Pts + | Pts - |
| ------------- | -------------- | -------------- | ---- | ---- | ---- | ---- | ----- | ----- |
| D1            | Saison         | 03             | 028  | 04   | 0    | 24   | 0 448 | 0 908 |
| D1            | Playoffs       | 0              | 0    | 0    | 0    | 0    | 0     | 0     |
| D1            | Total          | 03             | 028  | 04   | 0    | 24   | 0 448 | 0 908 |
| D2            | Saison         | 10             | 095  | 061  | 2    | 29   | 2 019 | 1 429 |
| D2            | Playoffs       | 07             | 013  | 08   | 0    | 05   | 0 265 | 0 280 |
| D2            | Barrages D1/D2 | 01             | 01   | 01   | 0    | 0    | 0 27  | 0 14  |
| D2            | Barrages D2    | 01             | 01   | 01   | 0    | 0    | 0 19  | 0 6   |
| D2            | Total          | 10             | 110  | 071  | 2    | 34   | 2 330 | 1 729 |
| D3            | Saison         | 06             | 038  | 034  | 0    | 04   | 1 326 | 0 199 |
| D3            | Playoffs       | 05             | 011  | 07   | 0    | 04   | 0 452 | 0 275 |
| D3            | Total          | 06             | 049  | 041  | 0    | 08   | 1 778 | 0474  |
| Total général | Total général  | 19             | 187  | 116  | 2    | 66   | 4 556 | 3 111 |

## Joueurs
| N°    | Poste             | Nom                    | Période     | Équipe de France | Équipe de France | Infos |
| ----- | ----------------- | ---------------------- | ----------- | ---------------- | ---------------- | --- |
| N°    | Poste             | Nom                    | Période     | Junior           | Senior           | Infos |
| 42 56 | RB/TE/QB OL/DL/LB | Cédric Cotar           | 2000-2010   | -                | oui              | Orcs de Châteauroux, Spartiates du Vieux Montréal (SIC), Centurions de Nîmes, Dragons de Barcelone (NFLE) Centurions de Cologne (NFLE), Spartiates d'Amiens, Centurions de Nîmes |
| 23    | WR                | Guillaume Courtois     | 1998-2015   | oui              | oui              | - |
| 74    | OL                | Jean-Philippe Eldin    | depuis 1999 | oui              | oui              | Champion d'Europe U20 2004, champion World Games senior 2017 |
| 38    | DB                | Laurent Farret         | 1997-2016   | oui              | -                | - |
| 04    | WR                | Alan Howell            | 2006-2013   | oui              | -                | - |
| 70    | TE                | Julian Lafare          | 2006-2015   | oui              | -                | - |
| -     | RB                | Damien Monge           | 1998-2001   | oui              | -                | - |
| 93    | DL                | Michael Moya           | 1995        | oui              | -                | - |
| 07    | WR/QB             | William Oteng-Gyang    | 1998-2015   | oui              | -                | Champion d'Europe U20 2004 |
| -     | TE                | Julien Segreto         | 1998-2001   | oui              | -                | - |
| 08    | QB                | Baquang Souphanthavong | 1998-2009   | oui              | -                | - |
| 52    | LB                | Florian Vincent        | 1999-2009   | oui              | -                | - |
| 77    | OL                | Sacha Roux-Lauzière    | 2010-2021   | oui              | oui              | |
| 65    | OL                | Lounis Benhamed        | 2019-2021   | oui              |                  | |
| 52    | LB                | Florian De L'Orgeril   | depuis 2012 | oui              |                  | |
| 70    | OL                | Jerome Lafare          | 2006-2015   |                  | oui              | |
| 05    | RB                | Michael Mayendou       | 2008-2011   |                  | oui              | |
| 03    | DB                | Sandy Marcin           | 2014-2017   |                  | oui              | Champion World Games senior 2017, champion d'Europe senior 2018 |
| 01    | WR                | Guillaume Molinier     | 2013-2017   |                  | oui              | |

| N° | Poste | Nom                   | Période   | Nat.                   | Équipe universitaire                                   |
| -- | ----- | --------------------- | --------- | ---------------------- | ------------------------------------------------------ |
| 23 | DB/LB | Jean-Christophe Viens | 2012      | Drapeau du Canada      | Rouge et Or de l'Université Laval (Canada - CIS)       |
| 01 | DB/WR | Bradley Daye          | 2012-2013 | Drapeau du Canada      | Mounties de Mont Allisson (en) (Canada - CIS)          |
| 06 | QB    | Bobby Adamson         | 2013-2014 | Drapeau des États-Unis | Braves d'Ottawa (en) (USA - NAIA)                      |
| 17 | WR/FS | Will Powell           | 2014      | Drapeau des États-Unis | Coyotes du Dakota du Sud (USA - NCAA Div. I FCS)       |
|    | QB    | Cayman Shutter        | 2015      | Drapeau des États-Unis | Rainbow Warriors d'Hawaï (USA - NCAA Div. I FBS)       |
|    | FB    | Benjamin Weischedel   | 2015      | Drapeau des États-Unis | Bearcats de Willamette (en) (USA - NCAA Div. I FCS)    |
| 05 | RB    | Jared Bradley         | 2016      | Drapeau des États-Unis | Fightin' Blue Hens du Delaware (USA - NCAA Div. I FCS) |
| 01 | QB    | Jason Charland        | 2016      | Drapeau du Canada      | Lions de York (Canada - CIS)                           |

## Identité visuelle

Match en U19 contre les Grizzlys Catalans de Perpignan en mai 2022
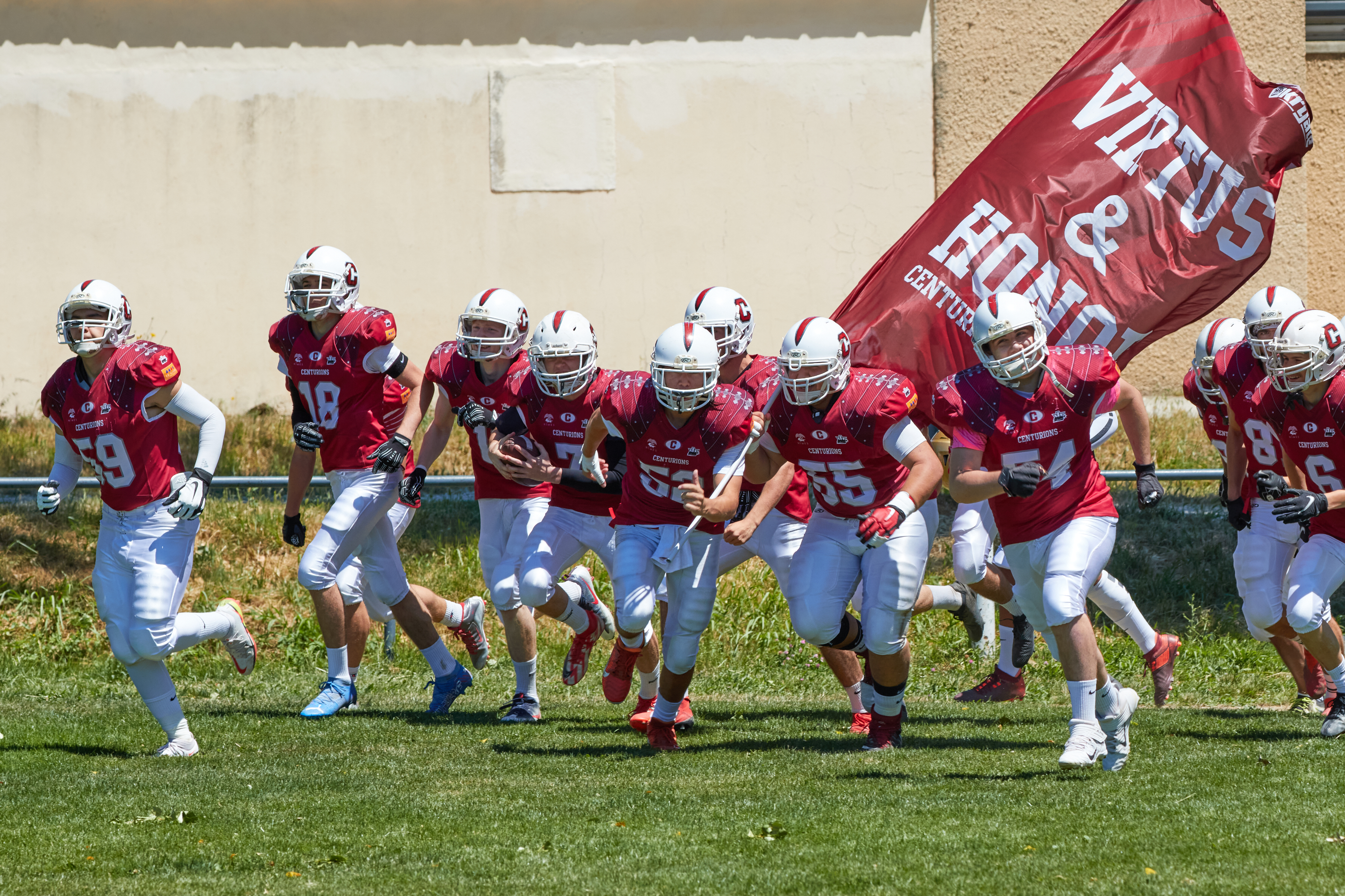
Entrée sur le terrain des Centurions.

Match en U17 contre les Hurricanes de Montpellier en décembre 2012
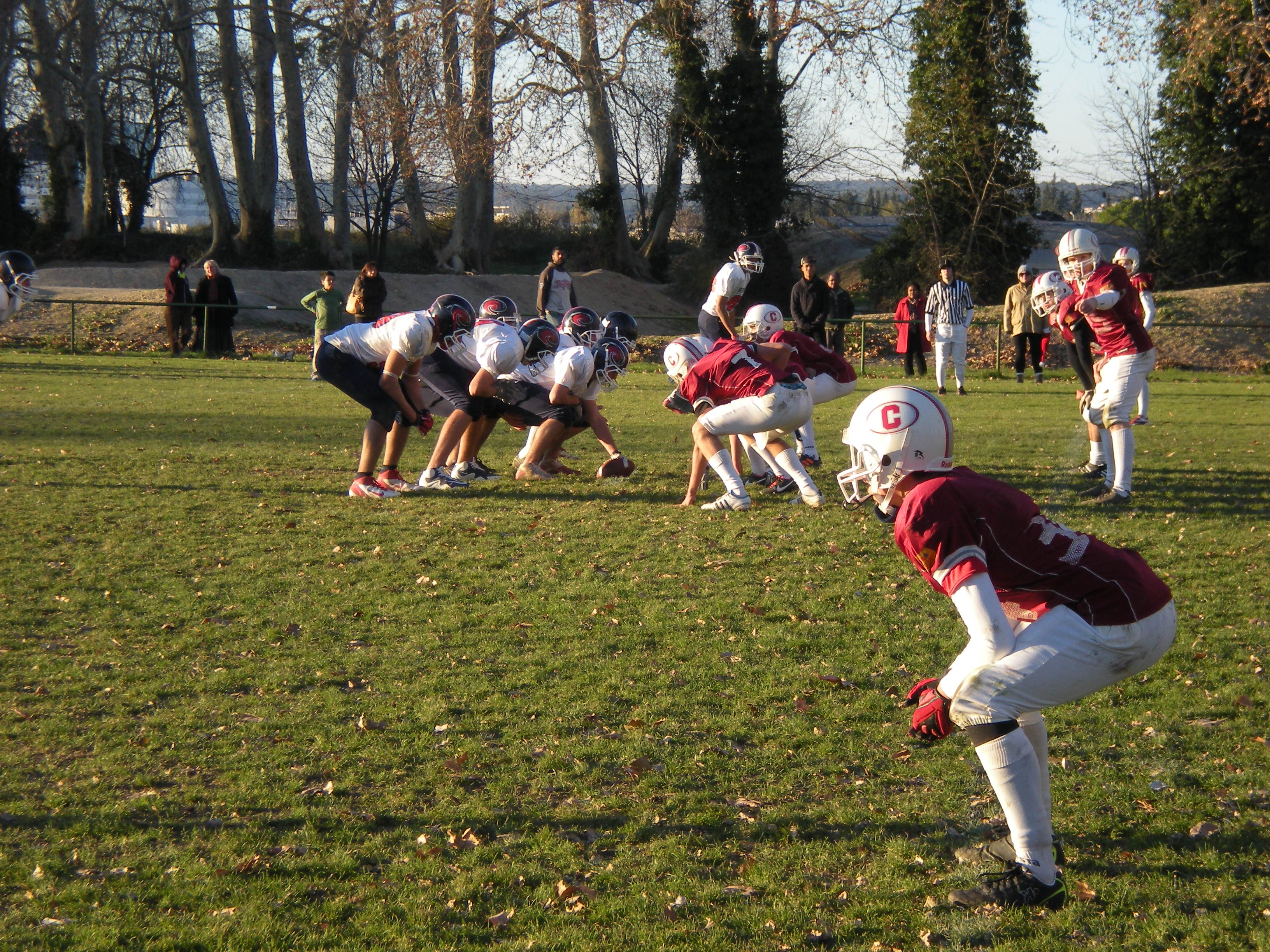
Joué au complexe sportif de La Bastide.
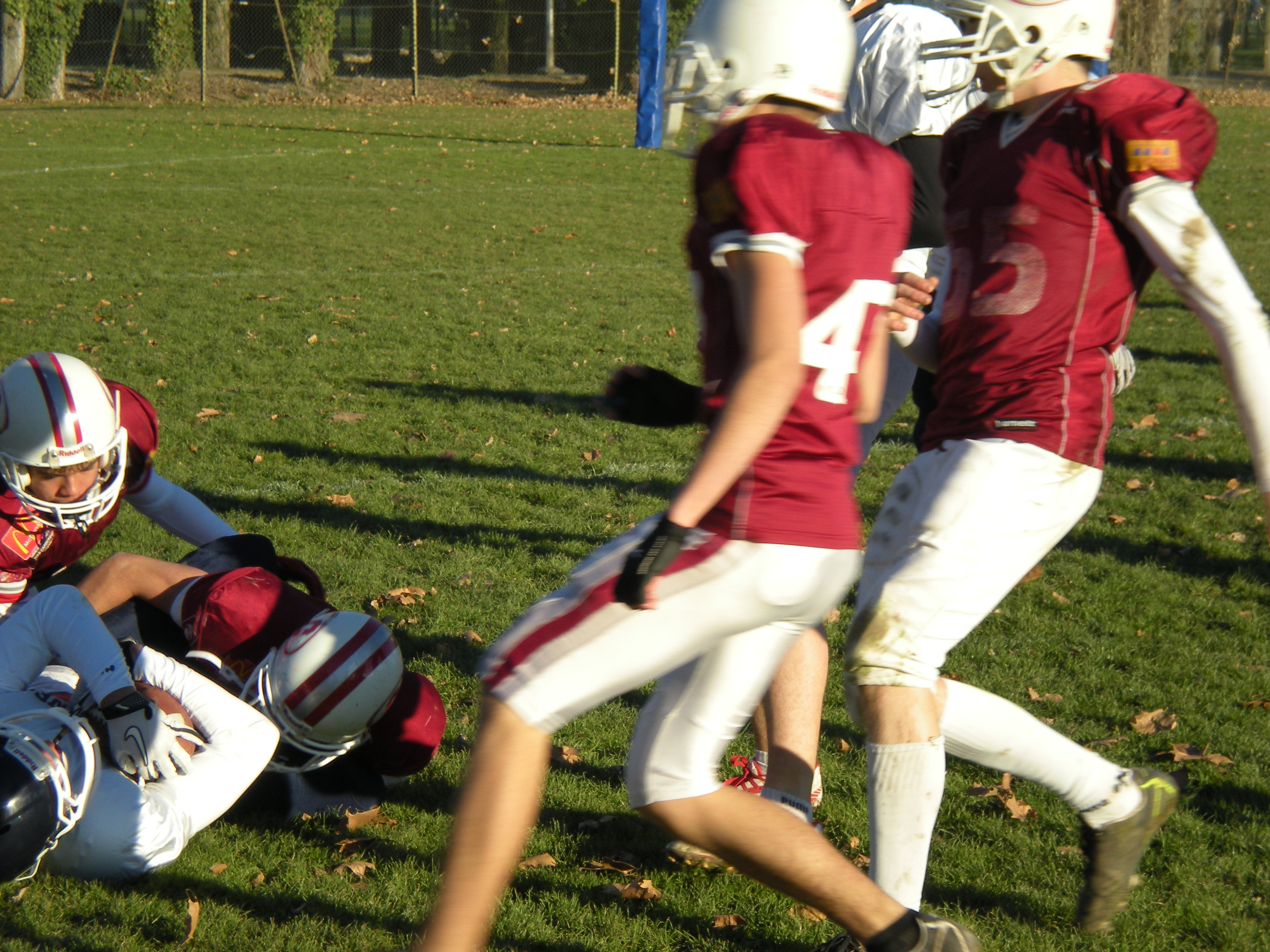
Action de jeu.
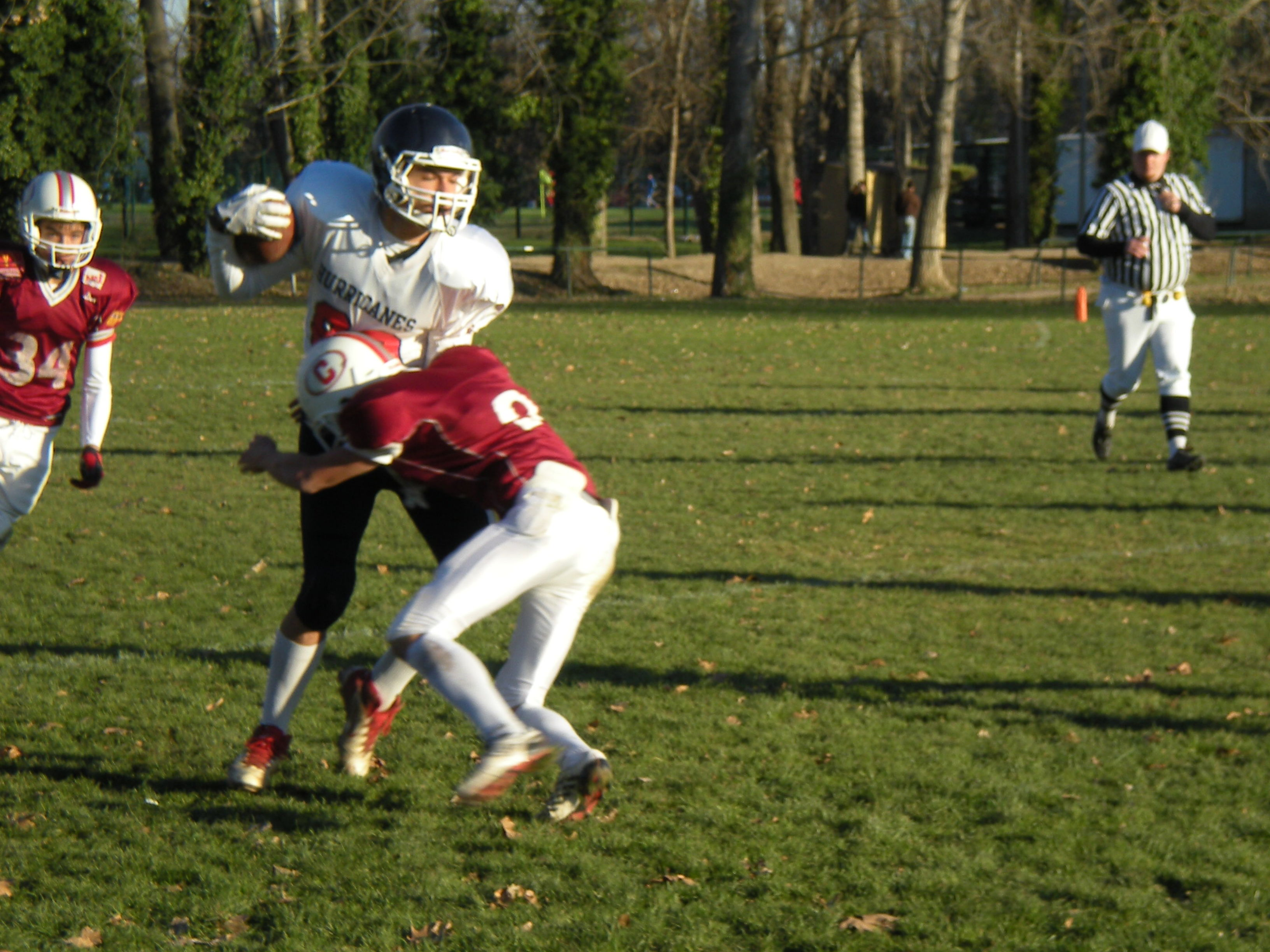
Plaquage.
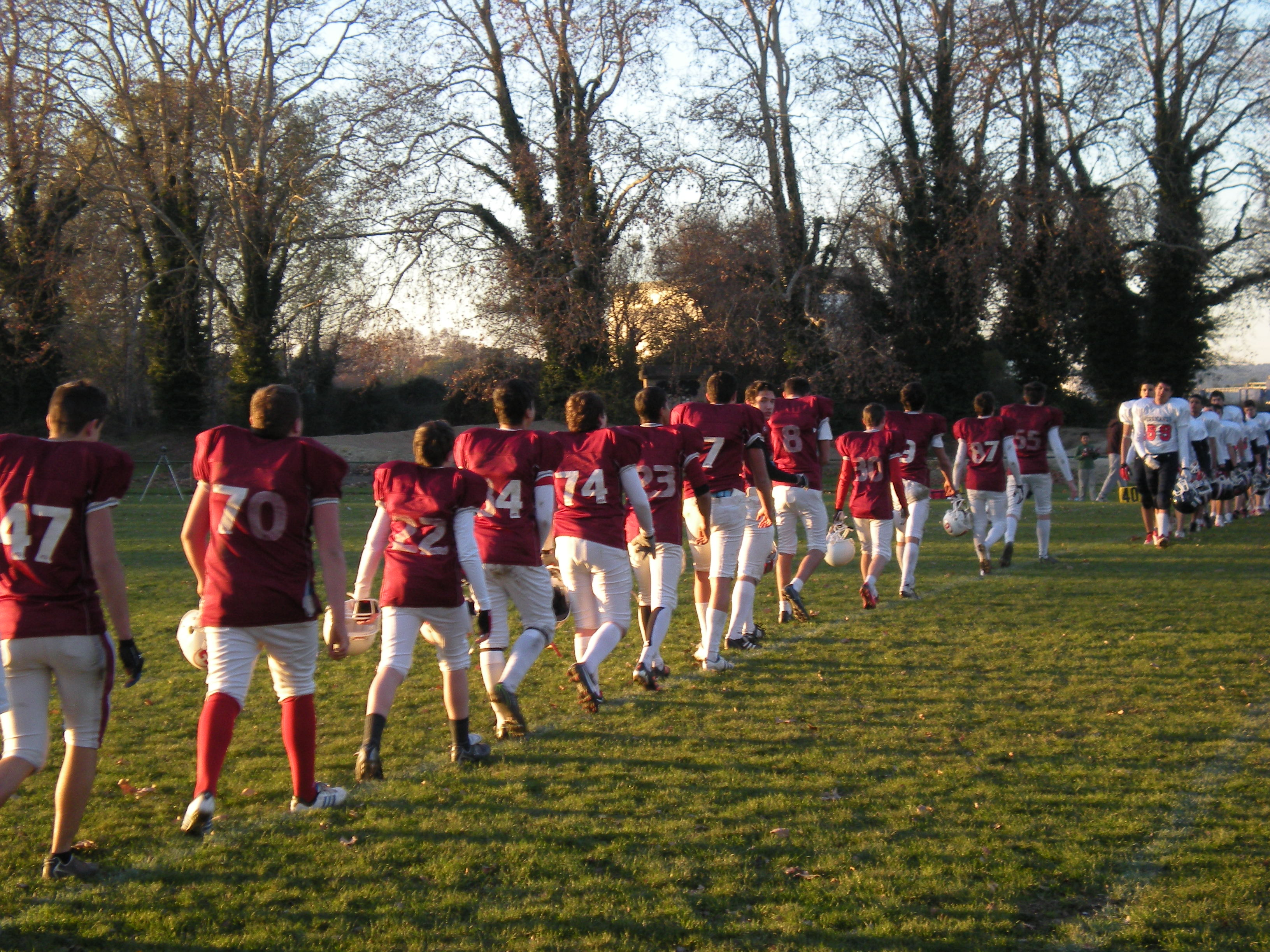
Salutations en fin de match.